# موورگروند
موورگروند (به آلمانی: Moorgrund) یک شهر در آلمان است که در وارتبورگکرایس واقع شده‌است. موورگروند ۳٬۶۱۲ نفر جمعیت دارد.